# Evoxymetopon poeyi
Evoxymetopon poeyi és una espècie de peix pertanyent a la família dels triquiúrids.

## Descripció
- Pot arribar a fer 200 cm de llargària màxima (normalment, en fa 155).
- Cos blanc argentat amb les aletes de color marró pàl·lid i l'opercle negrós.
- 91-93 radis tous a l'aleta dorsal.
- Llengua prima.
- La primera espina de l'aleta dorsal és allargada.
- Les aletes pectorals tenen forma triangular.[6][7]

## Alimentació
Menja Priacanthus, Decapterus i Emmelichthys, entre d'altres.

## Hàbitat
És un peix marí, bentopelàgic i de clima tropical (36°N-28°S, 51°E-42°E).

## Distribució geogràfica
Es troba a l'Índic occidental (Maurici) i el Pacífic nord-occidental (Okinawa).

## Observacions
És inofensiu per als humans i, de vegades, es comercialitza fresc a Okinawa.